# نیو پرینستون (اورگن)
نیو پرینستون (به انگلیسی: New Princeton) یک منطقهٔ مسکونی در ایالات متحده آمریکا است که در شهرستان هارنی، اورگن واقع شده‌است. نیو پرینستون ۱٬۲۵۳٫۰۵ متر بالاتر از سطح دریا واقع شده‌است.